# Promachus giganteus
Promachus giganteus är en tvåvingeart som beskrevs av James Stewart Hine 1911. Promachus giganteus ingår i släktet Promachus och familjen rovflugor. Inga underarter finns listade i Catalogue of Life.